# Politická sociologie
Politická sociologie je obor, který se zabývá vztahem politiky a společnosti, tj. jednak společenskými faktory, které ovlivňují politiku a zároveň působením politiky na společnost. Je zároveň oborem, který na základě vztažení jednotlivých problémů k širšímu společenskému kontextu pomáhá porozumět politickým procesům. Mezi hlavní témata sociologie politiky nepochybně patří funkce a formy občanské společnosti a její mocenské struktury (vůdci elit, politické systémy a režimy, instituce, ústavy), celostátní politika, její procesy a působení jejích aktérů (politické strany, parlament, vláda), politická kultura, vztah sociálních nerovností a moci. Naopak do tematického okruhu politické sociologie nepatří zabývání se státovědní problematikou nebo politickou filosofií.

## Historie
Politická sociologie jako disciplinární odvětví sociologie vzniká ve 20. a 30. letech 20. století, kdy jejími hlavními představiteli byli zejména Gaetano Mosca a Vilfredo Pareto. Avšak oficiálně se politická sociologie jako disciplína institucionalizuje až v roce 1959, kdy byl na IV. světovém sociologickém kongresu založen Výbor politické sociologie. Během sedmdesátých a osmdesátých let zájem o politickou sociologii významně rostl zejména v Německu, díky teorii o materialistickém pojetí společnosti Wilfrieda Röhricha a knize Soziologie der Politik Richarda Müncha, ve které se sociolog zabývá politickým jednáním. V Čechách se politická sociologie významně opětovně rozvíjí v devadesátých letech (Jindřich Fibich, Lubomír Brokl, Emanuel Pecka, Jiří Kabele), v předchozím období byla českými sociology (Zdeněk Suda, Zdeněk Strmiska, Ivo Bayer) udržována v zahraničí.

## Hlavní témata
Ústředním tématem politické sociologie je moc a to zejména ta politická, i veškerý politický život se točí kolem moci. Podle Maxe Webera má moc ten, kdo dokáže prosadit svou i proti vůli ostatních. Můžeme ji rozdělit podle rozsahu.
- Nejmenší rozsah – týká se moci v malých skupinách, jinak ji také můžeme nazývat mocí tradičního typu.
- Širší rozsah - zejména ve společenských organizacích, tedy například v průmyslových podnicích či v politických stranách. Podřízení se této moci je dobrovolné.
- Největší rozsah – jedná se o moc státní, která je univerzální a týká se všech obyvatel bez ohledu na jejich vůli a přání.[6]

Dalším pojmem, který automaticky přichází s mocí, je autorita. Rozdíl mezi autoritou a mocí je v tom, že autorita uplatňuje svůj vliv na základě nějakého nároku a uznané kompetence a převahy. Autorita se může odehrávat ve dvou prostředích, a to v malých skupinách (jinak také osobních či primárních) a velkých organizacích. Velmi často také bývá vázána na určitou pozici.
Mocí a autoritou se zabývalo mnoho autorů, ale co do činění s politickou sociologií jsou nejdůležitější Max Weber a Michel Foucault, podle kterého je moc úzce spojena s věděním a každý by k ní měl mít přístup. Podle Maxe Webera rozdělujeme autoritu na tři skupiny:
- Autorita tradiční – síla zvyku, jako příklad můžeme uvést například dědičnou vládu šlechtických rodů ve střední Evropě.
- Autorita charismatická – síla osobnosti, je proti tradici, například Ježíš či Adolf Hitler.
- Autorita racionálně legální – moc zákona, je legitimizovaná pravidly a omezeními, která mají podobu právních norem.[7]

Jinými slovy, politická sociologie se tradičně zabývala tím, jak sociální trendy, dynamiky a struktury nadvlády ovlivňují formální politický proces, stejně tak zkoumá, jak různé sociální síly spolupracují na změně politických zásad. Z tohoto pohledu můžeme vyhodnotit 3 hlavní teoretické vzorce – pluralismus, teorie elit a třídní analýza, která přesahuje marxistické analýzy.
- Pluralismus nahlíží na politiku hlavně jako na souboj mezi zájmovými skupinami, svobodná společnost je možná pouze v momentě, kdy o moc soutěží více uchazečů, kteří jsou si rovni.
- Teorie elit nám říká, že společnosti jsou vždy ovládány menšinou, neboli elitou, která činí hlavní rozhodování ve společnosti a soustřeďuje moc ve svých rukou.[8]
- Třídní analýza mapuje třídní strukturu a ustavování sociálních tříd a zdůrazňuje politickou moc kapitalistických elit.[9]

Pro současné politické sociology je nejdůležitější význam, povaha a rozdělení moci. Zabývají se také rozdělením politických systémů, zejména na takzvaně (vnějškově/formálně se zdající jako víceméně) demokratické a autoritářské.